# Norvège aux Jeux olympiques d'été de 2016
La Norvège participe aux Jeux olympiques d'été de 2016 à Rio de Janeiro au Brésil du 5 août au 21 août. Il s'agit de sa 25e participation à des Jeux d'été.

## Athlétisme

### Homme

#### Course
| Athlètes             | Compétitions     | Série         | Série | Demi-Finales  | Demi-Finales | Finale          | Finale  |
| -------------------- | ---------------- | ------------- | ----- | ------------- | ------------ | --------------- | ------- |
| Athlètes             | Compétitions     | Temps         | Rang  | Temps         | Rang         | Temps           | Rang    |
| Jaysuma Saidy Ndure  | 200 mètres       | 20 s 78       | 7e    | Éliminé       | Éliminé      | Éliminé         | Éliminé |
| Henrik Ingebrigtsen  | 1 500 mètres     | 3 min 38 s 50 | 5e    | 3 min 42 s 51 | 11e          | Éliminé         | Éliminé |
| Filip Ingebrigtsen   | 1 500 mètres     | DSQ           | /     | Éliminé       | Éliminé      | Éliminé         | Éliminé |
| Sondre Nordstad Moen | Marathon         | NC            | NC    | NC            | NC           | 2 h 14 min 17 s | 19e     |
| Karsten Warholm      | 400 mètres haies | 48 s 49       | 1er   | 48 s 81       | 4e           | Éliminé         | Éliminé |
| Erik Tysse           | 20 km marche     | NC            | NC    | NC            | NC           | 1 h 26 min 06 s | 48e     |
| Havard Haukenes      | 50 km marche     | NC            | NC    | NC            | NC           | 3 h 46 min 33 s | 7e      |

#### Concours
| Athlétes              | Compétitions     | Série    | Série | Finale   | Finale  |
| --------------------- | ---------------- | -------- | ----- | -------- | ------- |
| Athlétes              | Compétitions     | Résultat | Rang  | Résultat | Rang    |
| Sven Martin Skagestad | Lancer du disque | 62,45 m  | 13e   | Éliminé  | Éliminé |

### Femme

#### Course
| Athlètes                  | Compétitions         | Série    | Série | Demi-Finales | Demi-Finales | Finale   | Finale  |
| ------------------------- | -------------------- | -------- | ----- | ------------ | ------------ | -------- | ------- |
| Athlètes                  | Compétitions         | Temps    | Rang  | Temps        | Rang         | Temps    | Rang    |
| Ezinne Okparaebo          | 100 mètres           | 11 s 43  | 4e    | Éliminé      | Éliminé      | Éliminé  | Éliminé |
| Hedda Hynne               | 800 mètres           | 2:01.64  | 5e    | Eliminé      | Eliminé      | Eliminé  | Eliminé |
| Karoline Bjerkeli Grøvdal | 5 000 mètres         | 15:17.83 | 4e    | NC           | NC           | 14:57.53 | 7e      |
| Karoline Bjerkeli Grøvdal | 10 000 mètres        | NC       | NC    | NC           | NC           | 31:14.07 | 9e      |
| Isabelle Pedersen         | 100 mètres haies     | 12.86    | 3e    | 12.88        | 3e           | Eliminé  | Eliminé |
| Amalie Iuel               | 400 mètres haies     | 56.75    | 5e    | Eliminé      | Eliminé      | Eliminé  | Eliminé |
| Ingeborg Løvnes           | 3 000 mètres steeple | 9:44.85  | 13e   | NC           | NC           | Eliminé  | Eliminé |

## Aviron
Légende: FA = finale A (médaille) ; FB = finale B (pas de médaille) ; FC = finale C (pas de médaille) ; FD = finale D (pas de médaille) ; FE = finale E (pas de médaille) ; FF = finale F (pas de médaille) ; SA/B = demi-finales A/B ; SC/D = demi-finales C/D ; SE/F = demi-finales E/F ; QF = quarts de finale; R= repêchage
Hommes
| Athlète                      | Compétition                        | Séries        | Séries | Repêchage | Repêchage | Quarts de finale | Quarts de finale | Demi-finales  | Demi-finales | Finale        | Finale                              |
| Athlète                      | Compétition                        | Temps         | Rang   | Temps     | Rang      | Temps            | Rang             | Temps         | Rang         | Temps         | Rang                                |
| ---------------------------- | ---------------------------------- | ------------- | ------ | --------- | --------- | ---------------- | ---------------- | ------------- | ------------ | ------------- | ----------------------------------- |
| Nils Jakob Hoff              | Skiff hommes                       | 7 min 17 s 47 | 1 QF   | Exempt    | Exempt    | 6 min 57 s 94    | 3 SA/B           | 7 min 39 s 12 | 6 FB         | 7 min 02 s 66 | 11                                  |
| Kjetil Borch Olaf Tufte      | Deux de couple hommes              | 6 min 30 s 58 | 2 SA/B | Exempt    | Exempt    | NC               | NC               | 6 min 13 s 50 | 2 FA         | 6 min 53 s 25 | Médaille de bronze, Jeux olympiques |
| Kristoffer Brun Are Strandli | Deux de couple poids légers hommes | 6 min 24 s 81 | 1 SA/B | Exempt    | Exempt    | NC               | NC               | 6 min 38 s 65 | 2 FA         | 6 min 31 s 39 | Médaille de bronze, Jeux olympiques |

## Cyclisme

### Cyclisme sur route
| Athlète              | Compétition             | Temps              | Rang |
| -------------------- | ----------------------- | ------------------ | ---- |
| Sven Erik Bystrøm    | Course en ligne hommes  | non terminé        | NC   |
| Edvald Boasson Hagen | Course en ligne hommes  | non terminé        | NC   |
| Edvald Boasson Hagen | Contre-la-montre hommes | 1 h 21 min 12 s 35 | 30e  |
| Vegard Stake Laengen | Course en ligne hommes  | 6 h 30 min 05 s    | 50e  |
| Lars Petter Nordhaug | Course en ligne hommes  | 6 h 30 min 05 s    | 48e  |
| Vita Heine           | Course en ligne femmes  | 3 h 58 min 44 s    | 33e  |

### VTT
| Athlète                | Compétition              | Temps | Rang |
| ---------------------- | ------------------------ | ----- | ---- |
| Gunn-Rita Dahle Flesjå | Cross-country VTT femmes |       |      |

### BMX
| Athlète        | Compétition | Qualifications | Qualifications | Quarts de finale | Quarts de finale | Demi-finales | Demi-finales | Finale   | Finale |
| Athlète        | Compétition | Résultat       | Rang           | Résultat         | Rang             | Résultat     | Rang         | Résultat | Rang   |
| -------------- | ----------- | -------------- | -------------- | ---------------- | ---------------- | ------------ | ------------ | -------- | ------ |
| Tore Navrestad | BMX hommes  |                |                |                  |                  |              |              |          |        |

## Handball

### Tournoi féminin
L'équipe de Norvège de handball féminin gagne sa place pour les Jeux en tant que vainqueur du Championnat du monde de handball féminin 2015.

## Natation
| Athlète             | Épreuve     | Séries        | Séries | Demi-finales | Demi-finales | Finale   | Finale   |
| Athlète             | Épreuve     | Temps         | Rang   | Temps        | Rang         | Temps    | Rang     |
| ------------------- | ----------- | ------------- | ------ | ------------ | ------------ | -------- | -------- |
| Henrik Christiansen | 400 m libre | 3 min 47 s 90 | 17e    | NC           | NC           | Éliminée | Éliminée |

## Tir à l'arc
| Athlète      | Compétition | Tour préliminaire | Tour préliminaire | 1er tour              | 2e tour                           | 3e tour          | Quarts de finale | Demi-finales     | Match pour la médaille de bronze | Match pour la médaille de bronze | Finale           | Finale |
| Athlète      | Compétition | Score             | Rang              | Adversaire Score      | Adversaire Score                  | Adversaire Score | Adversaire Score | Adversaire Score | Adversaire Score                 | Rang                             | Adversaire Score | Rang   |
| ------------ | ----------- | ----------------- | ----------------- | --------------------- | --------------------------------- | ---------------- | ---------------- | ---------------- | -------------------------------- | -------------------------------- | ---------------- | ------ |
| Bård Nesteng | Individuel  | 663               | 23e               | Bat Yu Guan-lin 5 - 5 | Battu par Takaharu Furukawa 6 - 0 | non qualifié     | non qualifié     | non qualifié     | non qualifié                     | non qualifié                     | non qualifié     | 26e    |

## Triathlon
| Athlètes             | Compétition | Natation (1,5 km) | Transition 1 | Vélo (40 km) | Transition 2 | Course (10 km) | Temps           | Résultat |
| -------------------- | ----------- | ----------------- | ------------ | ------------ | ------------ | -------------- | --------------- | -------- |
| Hommes               |             |                   |              |              |              |                |                 |          |
| Kristian Blummenfelt | Hommes      | 17 min 39 s       | 49 s         | 56 min 12 s  | 34 s         | 32 min 17 s    | 1 h 47 min 31 s | 13e      |